# Deutsches Sprachdiplom, Stufe I
Das Deutsche Sprachdiplom erster Stufe (kurz: DSD – Stufe 1 oder DSD I) der Kultusministerkonferenz ist ein Sprachtest, der ausländischen Schülern von Deutsch als Fremdsprache ermöglicht einen Nachweis für die Sprachkenntnisse der Niveaustufe A2 oder B1 des Gemeinsamen Europäischen Referenzrahmens für Sprachen (GERS) zu erlangen. Die Prüfung deckt dabei Kompetenzen in den Bereichen Leseverstehen, Hörverstehen, schriftliche Kommunikation (Schreiben) und mündliche Kommunikation (Sprechen) ab.
Das DSD I „gilt als Nachweis der für die Aufnahme an ein Studienkolleg in der Bundesrepublik Deutschland erforderlichen deutschen Sprachkenntnisse“ und zertifiziert damit die sprachlichen Kenntnisse ausländischer Schüler, deren Hochschulzugangsberechtigung nicht als gleichwertig zu einem deutschen Abitur anerkannt ist. Zielgruppe sind Jugendliche im Alter von 14 bis 16 Jahren. Voraussetzung für das Belegen der Prüfung ist der Besuch von 600 – 800 Stunden Deutschunterricht à 45 Minuten:12.

## Testaufbau
Die Prüfung der Niveaustufe A2/B1 kann nur im Ganzen abgelegt werden und besteht aus drei schriftlichen Prüfungsteilen und einem mündlichen Prüfungsteil. Die Prüfungsteile Leseverstehen (LV), Hörverstehen (HV), Schriftliche Kommunikation (SK) und Mündliche Kommunikation (MK) werden zu je 25 % gleich gewichtet.
Die für die Aufgaben des Bereichs Leseverstehen und Hörverstehen verwendeten Texte bewegen sich alle im „Interessen- und Erfahrungsbereich der Zielgruppe: Freizeit, Schule, Familie, Natur, Schüleraustausch usw.“:6–10, 11–16 und wurden für die Prüfungszwecke bearbeitet. Arbeitsanweisungen sind auf A2 Niveau gestellt.

### Leseverstehen
Der Prüfungsteil Leseverstehen besteht aus 24 Aufgaben die auf 5 Teile verteilt sind. Die zugehörigen Texte sind sprachlich unterschiedlich gestaltet und sollen folgende Fähigkeiten fordern:5:
- Erkennen von Zusammenhängen
- globales Verstehen
- selektives Verstehen
- detailliertes Verstehen

Die Prüfungszeit beträgt 70 Minuten, die sich aus 60 Minuten Arbeitszeit und 10 Minuten Übertragungszeit zusammensetzen. Die Aufgabentypen unterscheiden sich von Prüfungsteil zu Prüfungsteil und werden teilweise gemischt. Zu den verwendeten Aufgabentypen gehören Textlücken, Multiple Choice (dreigliedrig), Zuordnungsaufgaben (zum Beispiel Zuordnung von Überschrift zu Text), sowie Richtig/Falsch-Auswahlmöglichkeiten:6–10.
Alle Aufgaben müssen handschriftlich bearbeitet werden. Die Texte dieses Prüfungsteils sind entnommen aus Zeitungen, Zeitschriften, Broschüren, dem Internet und Briefen. Die Diskursart der Texte variiert, sodass sowohl informative, sachliche und berichtende Texte als auch beschreibende und narrative Texte von der Prüfung abgedeckt werden.

### Hörverstehen
Auch der Kompetenzbereich Hörverstehen umfasst 24 Aufgaben die sich ebenfalls auf 5 Prüfungsteile verteilen. In den Prüfungsteilen werden die gleichen Fähigkeiten gefordert, lediglich im Umfeld des Hörverstehens.
Die Prüfungszeit beträgt hier 50 Minuten, von denen 40 Minuten als Arbeitszeit und 10 Minuten für Übertragungen vorgesehen sind.
Die Diskursart variiert bei den zu verstehenden Texten zwischen dialogisch, berichtend, beschreibend, informierend und erzählend.
Als Quellen dienen Alltagsgespräche, sowohl private als auch öffentliche Mitteilungen und Durchsagen, Radio- und TV-Sendungen, Tonaufnahmen im Internet, Interviews aus Zeitschriften oder Zeitungen sowie weitere Gesprächsarten oder Ausschnitte solcher:11–16.

### Schriftliche Kommunikation
Die Prüfung zur Schriftlichen Kommunikation hat das Ziel der zusammenhängenden Textproduktion und sieht eine Arbeitszeit von 75 Minuten vor. Neben der Textproduktion muss der Schüler hier Kurztexte Lesen und Verstehen können, um die Aufgaben zu bearbeiten.
Aufgabe der Schüler ist das freie Schreiben nach Vorlage und nach drei Leitfragen:6. Darunter fällt zum Beispiel das „Verfassen eines Briefes an eine Jugendzeitschrift bzw. Diskussionsbeitrags für eine Zeitschrift/Internet-forum“:17
Bei der Textproduktion wird auf vier Bewertungskriterien mit Unterkriterien geachtet:5:
- Gesamteindruck
  - Lesefluss
  - Textzusammenhang
  - Bezug zur Schreibsituation
- Inhalt
  - Angemessenheit
  - Eigenständigkeit
  - eigene Erfahrungen
  - eigene Meinung
- Sprachliche Mittel
  - Wortschatz
  - Strukturen
- Korrektheit
  - grammatische Korrektheit
  - orthografische Korrektheit

### Mündliche Kommunikation
Der Bereich der mündlichen Kommunikation verfolgt zwei Ziele, was die Prüfung in zwei Teile mit einer Gesamtdauer von 15 Minuten aufteilt.
Im ersten Teil dieser mündlichen Prüfung werden die Gesprächsfähigkeit und allgemeine Alltagssituationen durchgespielt. Die Fragen, die von den Prüfern dabei gestellt werden, lenken den Schüler und werden aus einem vorgegebenen Katalog entnommen.
Für den zweiten Teil der mündlichen Prüfung muss der Schüler sich zuvor auf ein Thema festlegen. Zu diesem Thema muss der Schüler dann einen „zusammenhängenden monologischen Vortrag“:2 halten und anschließend auf Fragen zur eigenen Präsentation frei antworten können.
Als Kriterien gelten bei dieser Prüfung die Aussprache, Grammatik, Korrektheit, Wortschatz aber auch die Umsetzung der Aufgabenstellung:5.

## Korrektur und Bewertung
Die vier Kompetenzbereiche werden aufgrund ihrer unterschiedlichen Orientierung auch unterschiedlich bewertet. Lediglich bei den Bereichen Leseverstehen und Hörverstehen ist ein ähnliches Korrekturschema vorhanden. Außer im Kompetenzbereich der mündlichen Kommunikation finden alle Bewertungen in Deutschland statt.
In den Bereichen Lese- und Hörverstehen werden die Antwortblätter der Schüler in Deutschland „testmethodisch analysiert und elektronisch ausgewertet“. Im Bereich schriftliche Kommunikation (Schreiben) hingegen werden die Schreibblätter nach Deutschland verschickt und dort von geschulten Bewertern anhand von vordefinierten Bewertungskriterien unter Verwendung von Formblättern bewertet. Anschließend werden diese Ergebnisse mit einem testmethodischen Ausgleichsverfahren angeglichen.
Die Prüfung zur mündlichen Kommunikation (dem Sprechen) ist die einzige Prüfung die direkt an der Schule im Ausland durch geschulte Mitglieder des Prüfungsausschusses stattfindet. Auch hier findet die Bewertung anhand von vordefinierten Bewertungskriterien unter Verwendung von Formblättern statt. Die Ergebnisse müssen vom Prüfungsleiter bestätigt sein.
Entnommen aus den Ausführungsbestimmungen zur Prüfungsordnung

## Das Diplom
Das Zeugnis für das Deutsche Sprachdiplom ist wiederum ein Diplom. Da es sich bei dieser Prüfung um eine Stufenprüfung handelt, kann sowohl das DSD I erlangt werden, was dem Niveau B1 des GERS entspricht, als auch das DSD A2, das dem Niveau A2 des GeR entspricht. Das DSD I „gilt als Nachweis der Deutschkenntnisse, die zur Aufnahme an ein Studienkolleg erforderlich sind“ und zertifiziert damit die sprachlichen Kenntnisse ausländischer Schüler, deren Hochschulzugangsberechtigung nicht als gleichwertig zu einem deutschen Abitur anerkannt ist.
Das DSD wird in der jeweiligen Niveaustufe erlangt, wenn in den Teilkompetenzen folgende Leistungen erreicht wurden (vgl. DSD-Ausführungsbestimmungen:15):
| Kompetenzbereich                       | Niveaustufe A2 | Niveaustufe B1 |
| -------------------------------------- | -------------- | -------------- |
| Leseverstehen                          | 8 Punkte       | 14 Punkte      |
| Hörverstehen                           | 8 Punkte       | 14 Punkte      |
| Schriftliche Kommunikation (Schreiben) | 8 Punkte       | 12 Punkte      |
| Mündliche Kommunikation (Sprechen)     | 8 Punkte       | 12 Punkte      |

Unabhängig davon welches Niveau erreicht wurde, werden auf dem Diplom die in den vier Kompetenzbereichen erreichten Niveaustufen einzeln dokumentiert, sodass auch das Erreichen des B1 Niveaus in Lese- und Hörverstehen möglich ist, auch wenn in mündlicher und schriftlicher Kommunikation nur das Niveau A2 erreicht wurde. Auch wenn ein Schüler das DSD A2 nicht erreicht werden ihm die erreichten Leistungen bescheinigt.
Das Ergebnis der Prüfungen wird den Schülern entweder direkt durch die Prüfungskommission nach der mündlichen Prüfung mitgeteilt oder durch den Erhalt des Diploms.